# سانیکوو
سانیکوو (به لاتین: Sannikovo) یک منطقهٔ مسکونی در روسیه است که در سرزمین آلتای واقع شده‌است.